# Yaverland
Yaverland – wieś w Anglii, na wyspie Wight. Leży 12 km na wschód od miasta Newport i 118 km na południowy zachód od Londynu.